# Enrico Pruner
Enrico Pruner (Frassilongo, 24 gennaio 1922 – 8 settembre 1989) è stato un politico italiano.

## Biografia
Nato a Garait/Frassilongo, in val dei Mòcheni (Bersntol in lingua mòchena), fu uno dei personaggi politici della storia trentina del dopoguerra di più grande interesse. Dopo gli studi liceali si laureò a Milano in Scienze Agrarie nel 1949. Dopo la guerra aderì al movimento dell'ASAR (Associazione Studi Autonomistici Regionali) fino al 1948 per poi aderire al PPTT (Partito Popolare Trentino Tirolese) del quale fu uno dei fondatori.
Nel 1952 venne nominato dalla direzione del partito segretario politico del PPTT, carica che tenne fino al 1988. Nelle elezioni di novembre dello stesso anno venne eletto consigliere regionale assieme a Remo Defant. Fu consigliere provinciale per oltre trent'anni risultando eletto nella II, III, IV, V, VI, VII, VIII, IX legislatura della Provincia di Trento. Fu un politico molto lungimirante in grado di anticipare tutti i suoi colleghi dell'epoca dando già in quell'epoca un taglio europeista al suo partito (PPTT).
Dal 1960 al 1964 Pruner fu assessore regionale all'economia montana e foreste. Per questo incarico venne soprannominato dai suoi avversari Heinrich der Grüne (Enrico il verde).
Nel 1967 uscì per la prima volta il periodico “Autonomia Integrale”, giornalino del partito, del quale Enrico Pruner venne nominato direttore responsabile.
Negli anni '70 incominciarono le sue famose battaglie a difesa dell'ambiente, territorio, e delle minoranze linguistiche presenti in trentino, tra cui la sua valle (minoranza mochena). Fu il primo a denunciare con un articolo e una grande foto le condizioni degli operai della fabbrica SLOI (Società lavorazioni Organiche Inorganiche), che conteneva materiali altamente pericolosi.
Un'altra battaglia fu in favore dell'insegnamento della storia trentina nelle scuole, con diverse interrogazioni in consiglio provinciale.
Il caso più eclatante fu quando si mise a difendere i contadini dagli espropri decisi dalla Provincia. Pruner accusava quest'ultima di aver una mancanza di sensibilità verso il territorio e l'ambiente. Il 22 febbraio 1978 carabinieri e vigili invasero il terreno della famiglia Oberosler per procedere con l'esproprio ma Pruner assieme a Domenico Fedel per diversi giorni dormirono con i contadini opponendosi con tutte le sue forze.
L'ultima battaglia di Enrico Pruner fu una questione politica; infatti nel 1988 riuscì assieme a Franco Tretter a ricostituire il PPTT dopo che nel 1983 si era spaccato fondando due ali autonomistiche. Il 17 gennaio 1988 in occasione del congresso tenutosi a Riva del Garda venne fondato il PATT riunendo tutti gli autonomisti eleggendo i due contendenti entrambi presidenti.
Un anno dopo, l'8 settembre 1989 si spense a soli 67 anni sconfitto dalla leucemia.
Ancora oggi viene ricordato per il suo grande impegno per la tutela delle minoranze linguistiche, per la difesa delle tradizioni e delle identità dei trentini per le ampie alleanze con tutti i movimenti autonomisti italiani e non solo.